# Luis María Pérez de Onraita
Luis María Pérez de Onraita Aguirre (* 12. April 1933 in Iruraiz-Gauna, Álava, Baskenland; † 3. April 2015 in Malanje, Angola) war ein spanischer Geistlicher und Erzbischof von Malanje.

## Leben
Luis María Pérez de Onraita Aguirre empfing am 11. August 1957 die Priesterweihe.
Papst Johannes Paul II. ernannte ihn am 15. Dezember 1995 zum Koadjutorbischof von Malanje. Der Apostolische Delegat in Angola, Félix del Blanco Prieto, spendete ihn am 10. März des nächsten Jahres die Bischofsweihe; Mitkonsekratoren waren Miguel José Asurmendi Aramendia SDB, Bischof von Vitoria, und Eugénio Salessu, Bischof von Malanje.
Nach der Emeritierung Eugénio Salessus folgte er ihm am 27. August 1998 als Bischof von Malanje nach. Mit der Erhebung zum Erzbistum am 12. April 2011 wurde er durch Papst Benedikt XVI. zum Erzbischof von Malanje ernannt.
Papst Benedikt XVI. nahm am 19. Mai 2012 seinen altersbedingten Rücktritt an.